# Instituto Atlético Central Córdoba
Az Instituto Atlético Central Córdoba egy argentin labdarúgócsapat Córdoba városában. A egyesületet 1918. augusztus 8-án alapították. A klub jelenleg az első osztályban szerepel és a 26 000 néző befogadására alkalmas Estadio Presidente Perónban játssza hazai mérkőzéseit.
A klub először 1973-ban jutott fel az első osztályba, azóta több alkalommal is feljutottak már.

## Jelenlegi keret
2024. február 1. szerint.
| #  |     | Poszt | Név                                                       |
| -- | --- | ----- | --------------------------------------------------------- |
| 2  | PAR | V     | Juan Franco                                               |
| 4  | ARG | V     | Giuliano Cerato                                           |
| 5  | ARG | KP    | Roberto Bochi                                             |
| 6  | ARG | V     | Fernando Alarcón                                          |
| 7  | ARG | CS    | Gregorio Rodríguez                                        |
| 8  | ARG | KP    | Jonás Acevedo (kölcsönben a Huracán csapatától)           |
| 9  | ARG | CS    | Facundo Suárez                                            |
| 10 | ARG | CS    | Silvio Romero                                             |
| 12 | ARG | V     | Jonathan Bay                                              |
| 13 | URU | KP    | Rodrigo Pérez (kölcsönben a Defensor Sporting csapatától) |
| 17 | ARG | CS    | Guido Mainero                                             |
| 18 | ARG | V     | Lucas Rodríguez                                           |
| 19 | ARG | KP    | Gastón Lodico                                             |
| 20 | ARG | KP    | Brahian Cuello                                            |

| #  |     | Poszt | Név                                                     |
| -- | --- | ----- | ------------------------------------------------------- |
| 21 | ARG | K     | Marcos Peano                                            |
| 22 | ARG | KP    | Damián Puebla                                           |
| 23 | ARG | K     | Emanuel Bilbao                                          |
| 25 | ARG | V     | Oscar Garrido                                           |
| 28 | ARG | K     | Manuel Roffo                                            |
| 29 | ARG | CS    | Ignacio Russo (kölcsönben a Rosario Central csapatától) |
| 30 | ARG | KP    | Nicolás Barrientos                                      |
| 32 | ARG | KP    | Matías Romero (kölcsönben a Vélez Sarsfield csapatától) |
| 33 | ARG | V     | Miguel Brizuela                                         |
| 34 | ARG | KP    | Stefano Moreyra (kölcsönben a Colón csapatától)         |
| 35 | ARG | K     | Emanuel Sittaro                                         |
| 36 | ARG | V     | Víctor Cabrera (kölcsönben a Tigre csapatától)          |

## Fordítás
Ez a szócikk részben vagy egészben  az   Instituto Atlético Central Córdoba című angol Wikipédia-szócikk fordításán alapul.  Az eredeti cikk szerkesztőit annak laptörténete sorolja fel. Ez a jelzés csupán a megfogalmazás eredetét és a szerzői jogokat jelzi, nem szolgál a cikkben szereplő információk forrásmegjelöléseként.